# Сосновское сельское поселение (Архангельская область)
Сосновское се́льское поселе́ние или муниципальное образование «Сосновское» —  муниципальное образование со статусом сельского поселения в Пинежском муниципальном районе Архангельской области России.
Соответствует административно-территориальной единице в Пинежском районе — Сосновскому сельсовету.
Административный центр — посёлок Сосновка.

## География
Сосновское сельское поселение находится на юго-востоке Пинежского муниципального района. Крупнейшие реки поселения: Пинега, Кулосега, Сульца, Пюла.

## История
Муниципальное образование образовано в 2006 году.

## Население
| 2010  | 2011  | 2012  | 2013  | 2014  | 2015  | 2016  | 2017  | 2018  |
| ----- | ----- | ----- | ----- | ----- | ----- | ----- | ----- | ----- |
| 1620  | ↘1612 | ↘1595 | ↘1523 | ↘1500 | ↘1425 | ↘1373 | ↘1312 | ↘1270 |
| 2019  | 2020  | 2021  | 2023  |       |       |       |       |       |
| ↘1214 | ↘1172 | ↘1097 | ↘1046 |       |       |       |       |       |

## Состав сельского поселения
В состав сельского поселения входят:
- Кулосега
- Мамониха
- Сосновка
- Сульца
- Шиднема